# Arnaud de Vogüé (évêque de Viviers)
Arnaud de Vogüé, mort probablement en 1254, est un évêque de Viviers de la première moitié du XIIIe siècle, issu de la famille de Vogüé.

## Biographie

### Origines
Arnaud de Vogüé est issu de la famille de Vogüé, une puissante famille du Languedoc,, qui jouera « un grand rôle en Vivarais ». Ces origines ne sont pas précisément connues
L'abbé Roche (1894) indiquait qu'il était le fils d'Arnaud — il pourrait s'agir d'une erreur de retranscription au lieu de Raymond — et qu'il aurait deux frères, Pierre et Geoffroy, futur évêque de Saint-Paul-Trois-Châteaux (1211-1233). La notice familiale du Marquis de Vogüé (1912) mentionnait que la filiation d'Arnaud n'avait pas pu être déterminée avec certitude. Ce dernier avançait qu'il pouvait être le frère d'Audibert I, coseigneur de Vogüé, seigneur de Rochecolombe et fils de Raymond.
Les auteurs Jean Charay (1968) et Michel Riou (2002) écrivent que son père est Raymond, sans par contre indiquer de filiation avec Geoffroy.

### Épiscopat
En 1244, il est appelé à monter sur le trône de Viviers,.
Régné (1921) souligne qu'il devient un « auxiliaire dévoué de la politique capétienne […] rompant avec la politique impériale de ses prédécesseurs, refusa de prêter son concours aux fidèles de l'empire et se rangea du côté des rebelles ». Babey s'interroge sur ce rapprochement avec le pouvoir royal français contre le parti impérial, trouve-t-il sa source dans l'absence d'actes de la part de l'Empereur dans la défense de l'Église de Viviers ou bien plutôt d'une tradition familiale. En tout état de cause, il prend le parti du pape Innocent IV contre l'empereur Frédéric II. Lorsque l'empereur demande de l'aide à ses vassaux, il lui refuse. La réponse impériale ne se fait pas attendre puis qu'au mois d'août 1244, une bulle révoque ses droits sur les privilèges de péage sur la route et le Rhône de Bourg-Saint-Andéol,,.
Arnaud de Vogüé ne semble pas affecté par cette sanction et poursuit sa politique ,. Il participe au concile de Lyon, en juin et juillet 1245, au cours duquel est discuté de la déposition de l'empereur Frédéric II. Il participe également au concile de Valence, de 1248, qui renouvelle l'excommunication de l'empereur.
Il reçoit, en 1252, l'hommage du seigneur de Rochecolombe, Audibert I de Vogüé, son parent.
Il semble mourir avant 1255, année où son successeur, Aimon de Genève, est mentionné sur le trône épiscopal.